# Voyria
Voyria je rod rostlin z čeledi hořcovité. Jsou to nezelené mykoheterotrofní byliny s redukovanými listy, získávající živiny z tlejícího rostlinného materiálu prostřednictvím symbiózy s houbou. Květy jsou většinou pětičetné, pravidelné, různých barev. Rod zahrnuje 19 druhů a je rozšířen v tropické a subtropické Americe, jeden druh roste v západní Africe. Centrum rozšíření je v oblasti Guyany.

## Popis
Zástupci rodu Voyria jsou vzpřímené, vytrvalé, mykoheterotrofní byliny jen zřídka přesahující výšku 20 cm. Kořeny bývají korálovité nebo hnízdovité. Stonek je většinou nevětvený. Listy jsou vstřícné, drobné, šupinovité, spodní listy někdy střídavé. Květy jsou různě zbarvené (bílé, žluté, oranžové, červené, růžové, fialové, purpurové, červené nebo modré), většinou pětičetné, jednotlivé a vrcholové nebo uspořádané ve vidlanech. U některých zástupců jsou silně vonné a mohou být i s korunní trubkou až 11 cm dlouhé (V. clavata). Kalich je trubkovitý až zvonkovitý, vytrvalý, u některých druhů zbarvený. Koruna je pravidelná, nálevkovitá až talířovitá, s dlouhou korunní trubkou dalece přesahující kalich. Tyčinek je většinou 5, jsou přirostlé ke korunní trubce a zpravidla nevyčnívají z květu. Semeník je srostlý ze 2 plodolistů a obsahuje jedinou komůrku s mnoha vajíčky. Někdy spočívá na krátkém gynoforu. Čnělka je nitkovitá, zakončená hlavatou nebo lehce dvoulaločnou bliznou. Plodem je tobolka pukající až k bázi nebo jen asi do poloviny délky. Obsahuje mnoho drobných semen.

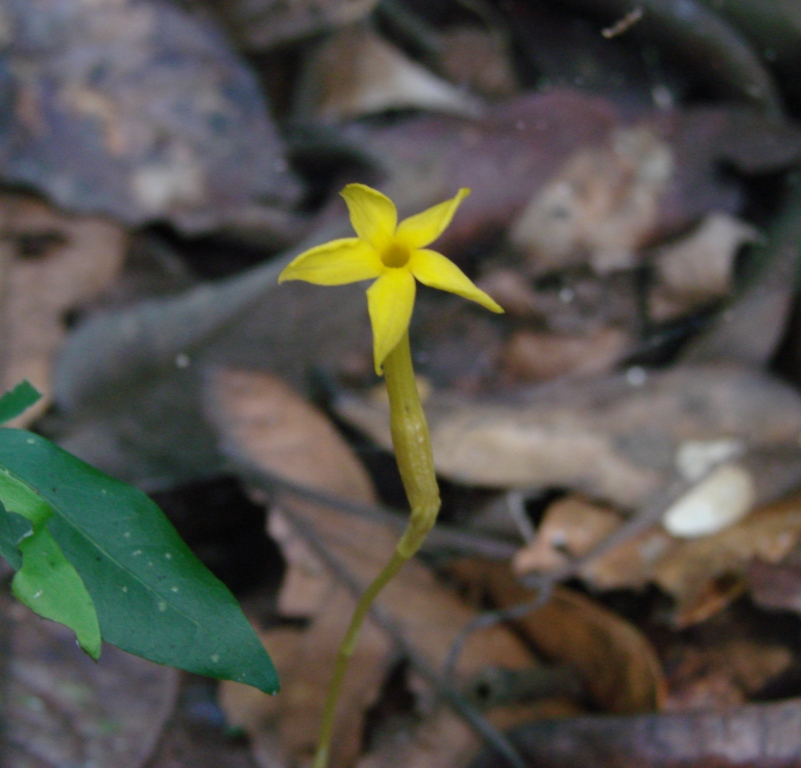
Voyria aphylla
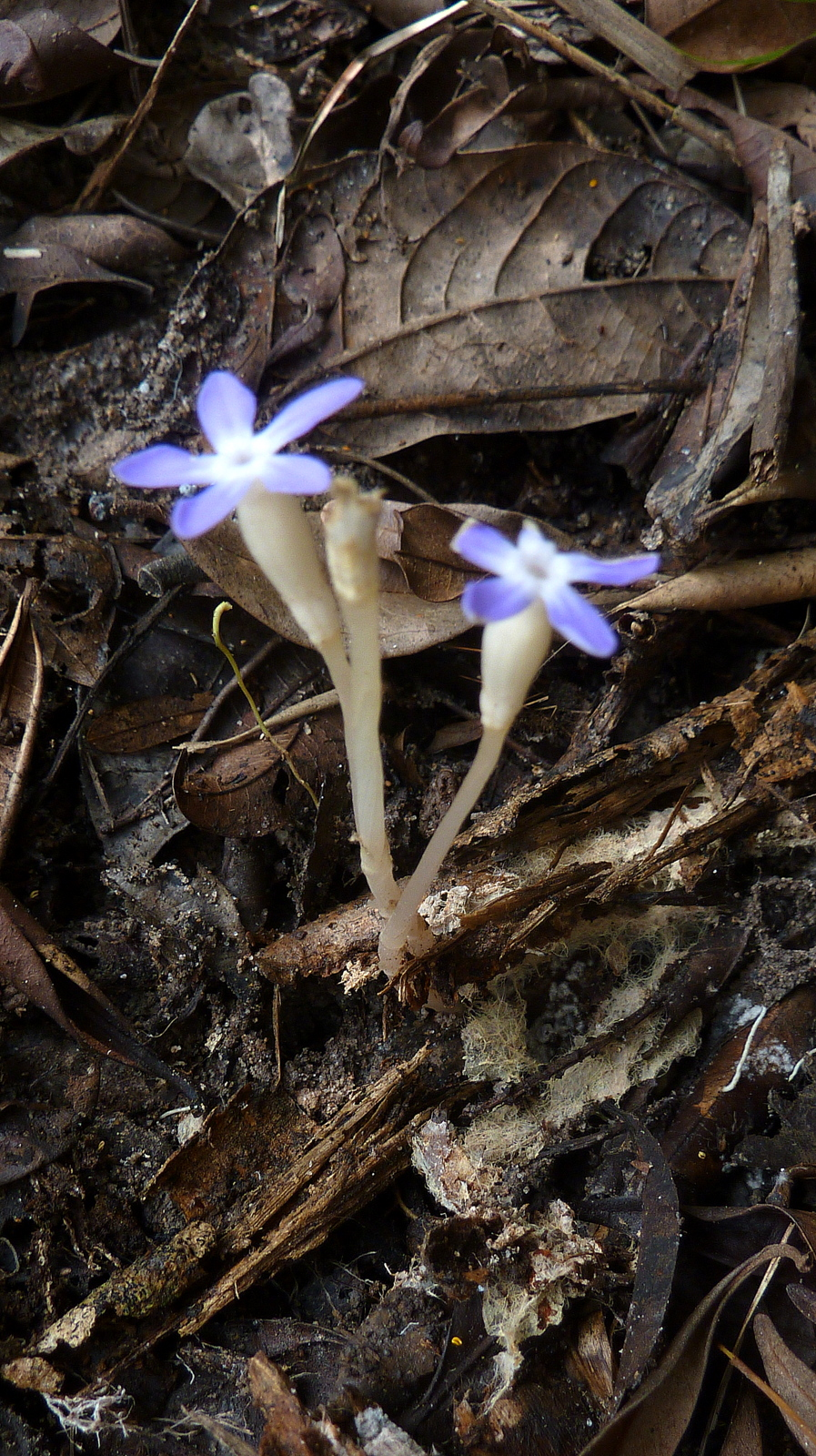
Voyria caerulea
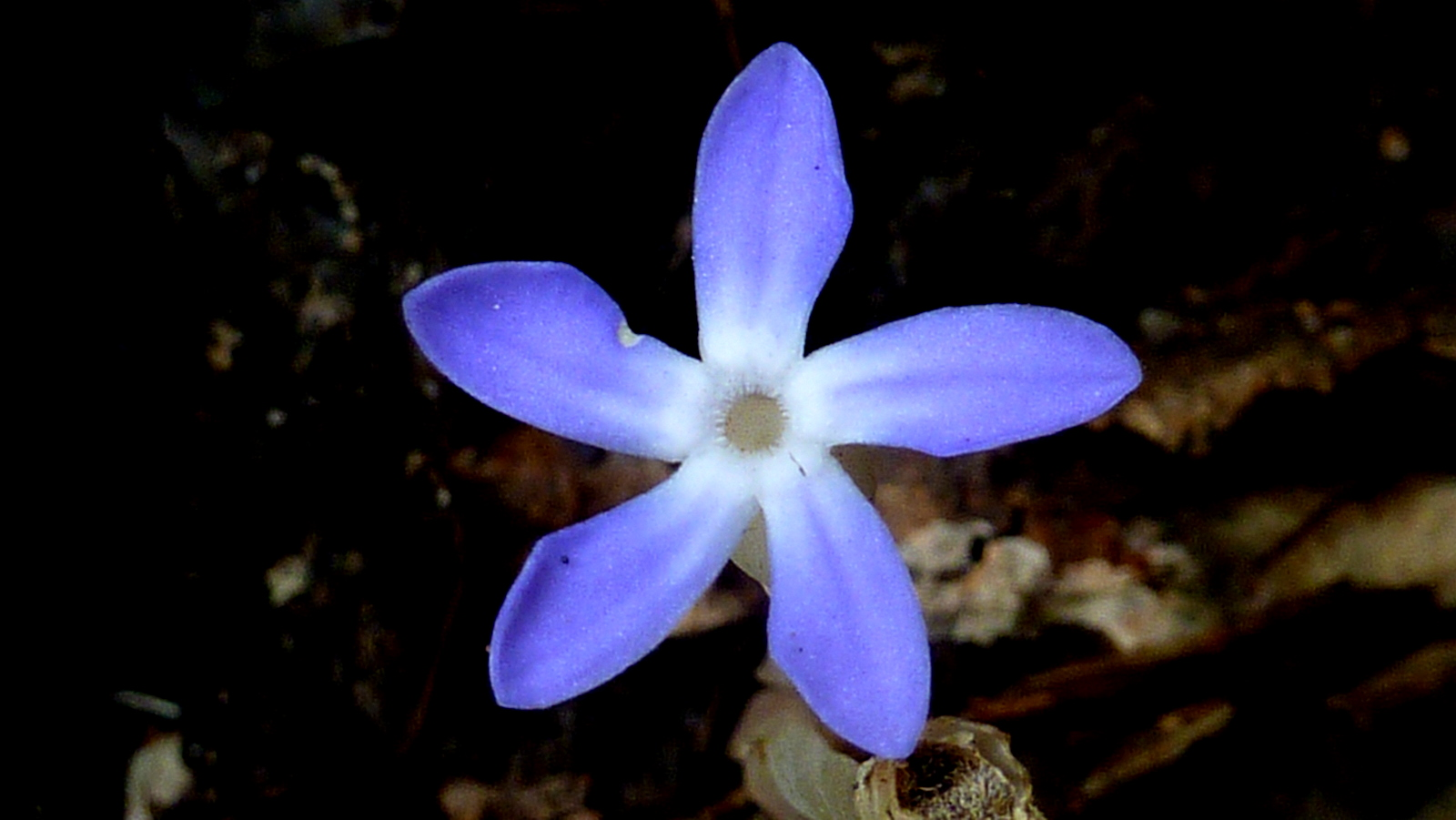
Květ Voyria caerulea

## Rozšíření
Rod Voyria zahrnuje 19 druhů. Je rozšířen v tropické a subtropické Americe od Mexika a Floridy po Bolívii a Paraguay a na Karibských ostrovech. Jeden druh (V. primuloides) se vyskytuje v západní tropické Africe. Centrum druhové diverzity je v oblasti Guyany, kde roste celkem 11 druhů, dále pak v Brazílii (oblast okolo Manaus a stát Bahia) a v Panamě. Většina druhů má spíše rozsáhlejší areály, široce rozšířené druhy jsou zejména V. aphylla, V. parasitica a V. tenella.
Zástupci rodu Voyria se vyskytují zejména v nížinných i horských tropických deštných lesích a v bažinatých a podmáčených lesích. Zpravidla nedosahují nadmořských výšek nad 1000 metrů. Některé nemnohé druhy preferují sušší podmínky (např. V. aphylla) a rostou zejména na savanách a savanových lesích.

## Ekologické interakce
Rod Voyria náleží k nemnohých mykoheterotrofním rostlinám z čeledi hořcovité (spolu s rody Voyriella z tropické Ameriky, Cotylanthera z tropické Asie, Sebaea z tropické Afriky a rody Obolaria a Bartonia z USA). V přírodě osidlují místa s nahromaděným rostlinným materiálem, z něhož získávají živiny prostřednictvím houbového mycelia.
Přizpůsobení mykotrofnímu způsobu života je u různých druhů rodu Voyria různě pokročilé. V pokročilejším stavu došlo i ke ztrátě průduchů v pokožce.

## Taxonomie
Rod Voyria je v rámci hořcovitých řazen do tribu Voyrieae a je jediným rodem v tomto tribu.
Podobný, monotypický rod Voyriella se liší zejména volnými kališními lístky, korunou zdéli kalicha, dvoulaločnou bliznou a tvarem pylu. V minulosti byly oba rody spojovány do rodu Voyria. Výsledky molekulárních studií ukázaly, že si nejsou bezprostředně příbuzné a rod Voyriella je v současné taxonomii řazen do jiného tribu, Saccifolieae.